# Ontsirospathius suturalis
Ontsirospathius suturalis är en stekelart som beskrevs av Belokobylskij, Iqbal och Austin 2004. Ontsirospathius suturalis ingår i släktet Ontsirospathius och familjen bracksteklar. Inga underarter finns listade i Catalogue of Life.